# Іджма
Іджма (араб. إجماع, дос. «згода»)‎‎ — узгоджена думка (рішення) авторитетних осіб з приводу питання, що обговорюється, одне з джерел мусульманського права (фікху). Іджма також є одним із джерел іджтихаду
Поняття виникло ще за життя сподвижників пророка Мухаммеда, які після його смерті вирішували шляхом консенсусу деякі проблеми. Колективним рішенням надавалась перевага перед рішенням одного сподвижника. Традиція пов’язує виникнення іджми з діяльністю перших вчених-законодавців (муджтахідів) другої половини VII ст., «семи факіхів Медини» — Саїда ібн аль-Мусайїба, Урви ібн аз-Зубайра, Абу Бекра ібн Убайда, Касима ібн Мухаммеда, Убайдаллаха ібн Абдаллаха, Сулеймана ібн Ясара, та Харіджи ібн Зайда, які встановили порядок вивчення дискусійних питань.

Обов’язковою умовою прийняття іджми всією мусульманською спільнотою є її обґрунтування на основі першоджерел ісламу — Корані і Сунні. Іджма може бути досягнута за умови посилань муджтахідів на аналогію (кияс) конкретної проблеми з доказами, підтвердженими першоджерелами.

Ставлення до іджми у різних сунітських мазхабах відрізняється. Лише у ханафітському мазхабі іджма отримала перспективу розвитку в правотворчий інститут. У решті мазхабів іджма — стабільне, канонізоване джерело правового матеріалу.

Шиїти вважають іджмою думку лише своїх імамів і муджтахідів